# Casio PB-300
Casio PB-300 (PB-300) је био џепни рачунар фирме Касио (Casio) који је почео да се производи у Јапану током 1983. године.
Користио је HD61913 CMOS VLSI микропроцесорску јединицу а RAM меморија рачунара је имала капацитет од 2 KB (1568 бајтова за BASIC). 

## Детаљни подаци
Детаљнији подаци о рачунару PB-300 су дати у табели испод.
|                       |                                                                 |
| [ 1 ]                 |                                                                 |
| Произвођач            | Касио                                                           |
| Тип                   | џепни рачунар                                                   |
| Меморија              | 2 (1568 бајтова за BASIC)                                       |
| Поријекло             | Јапан                                                           |
| Година                | 1983                                                            |
| Тастатура             | QWERTY калкулаторски тип, 54 тастера са нумеричком тастатуром   |
| Процесор              |                                                                 |
| Фреквенција процесора | 455 kHz, керамички резонатор                                       |
| RAM                   | 2 (1568 бајтова за BASIC)                                       |
| ROM                   | 12 KB                                                           |
| Текст                 | 1 линија x 12 знакова, плус 4-цифарни седам-сегментни показивач |
| Графика               | нема                                                            |
| Боја                  | једна боја, монитор са текућим кристалом                        |
| Звук                  | нема                                                            |
| Димензије             | 173 (ширина) x 90 (дубина) x 20 (висина) / 258 (са батеријама)  |
| Портови               |                                                                 |
| Оперативни систем     |                                                                 |